# Богородица (Ђевђелија)
Богородица (мкд. Богородица) је насеље у Северној Македонији, у југоисточном делу државе. Богородица је насеље у оквиру општине Ђевђелија.
Код Богородице се налази најважнији гранични прелаз Богородица—Мачуково између Северне Македоније и Грчке, на путном правцу Скопље - Солун. Последње две деценије око граничног прелаза подигнуто је неколико казина.

## Географија
Богородица је смештена у југоисточном делу Северне Македоније. Од најближег града, Ђевђелије, село је удаљено 5 km источно.
Село Богородица се налази у историјској области Бојмија. Село је на обали Вардара, на приближно 56 метара надморске висине.
Месна клима је измењена континентална са значајним утицајем Егејског мора (жарка лета).

## Историја
Место лежи источно од Ђевђелије, а ниже њега је раван често под водом звана "Ђољ" (језеро). Село је 1899. године имало 180 домова. Делило се на два спојена краја: Горњу - Хришћанску (са црквом) и Доњу - Турску (са џамијом). Куће су биле осредње висине, углавном од камена и ћерпича али и плетера (чатмаре), а покривене ћерамидом. Некад је то било велико село "па опало". У средини 19. века била је само Горња махала са 45 кућа, а Турци су се досељавали. Свака кућа гаји свилене бубе, и почетком 20. века ту се производило по 18.000 ока чаура.
Ту је у Горњој махали на темељима врло старе цркве, која се звала "Св. Богородица", 1825. године подигнута нова православна црквица. Нова црква је посвећена празнику Малој Госпојини. Изнад цркве на једном брегу постоји усправљен камен дужи од метра који зову "Побијен камен". То је наводно белег постојања некадашњег манастира. То је место где долазе нероткиње или жене којима су умирала деца. Пред тим каменом су се молиле Св. Теодору "да им даде од срца порода".
Село је добило српску основну школу октобра 1898. године. Ту је свечано прослављена школска слава Св. Сава 1899. године. Учитељ у месној српској школи је 1904. године Теофан Ристић, а 1906. године у време годишњег испита, ту раде Вида Стевановић ( у забавишту и првом разреду) и С. Тановић (са другим и трећим разредом).

## Становништво
Богородица је према последњем попису из 2002. године имала 1.001 становника.
Већинско становништво у насељу су етнички Македонци (97%), а остатак су махом Срби (2%)
Претежна вероисповест месног становништва је православље.